# Pendjikent
Pendjikent (tadjik : Панҷакент; persan : پنجکنت; russe : Пенджикент), écrit aussi Panjikent, Panjekent ou Panjakent, est une ville de la province de Soghd du Tadjikistan, baignée par la rivière Zeravchan.

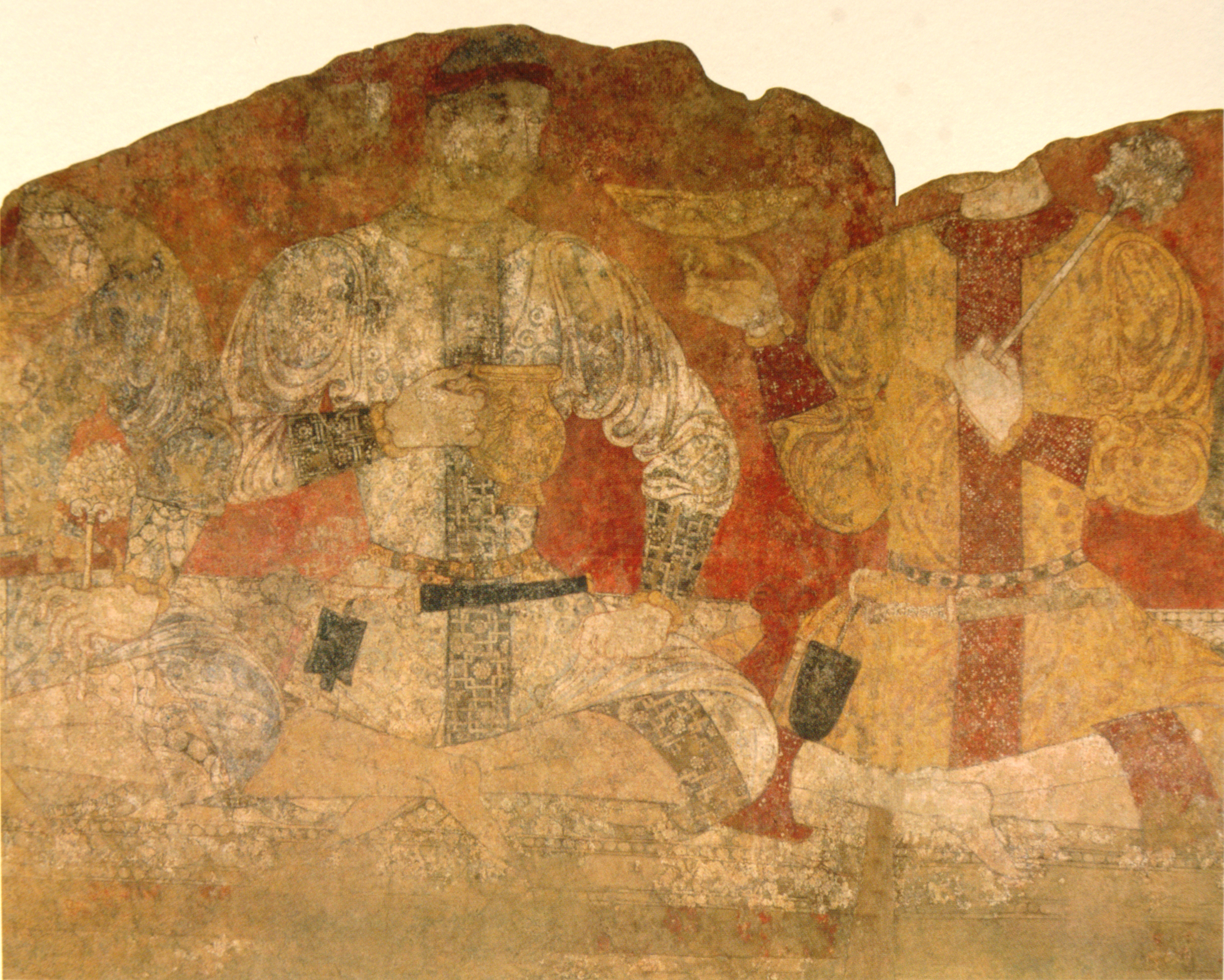
Hommes au banquet, pigment sur plâtre, Penjikent, Tadjikistan

Elle compte actuellement une population de 30 000 habitants. Les ruines de l'ancienne ville sont présentes aux abords de la cité moderne ; on y a notamment retrouvé un ensemble remarquable de peinture murales.
La vieille ville a été proposée en 1999 pour une inscription au patrimoine mondial et figure sur la « liste indicative » de l’UNESCO dans la catégorie patrimoine culturel.